# Possesso
In diritto si definisce possesso un potere di fatto su una cosa, che si manifesta in un'attività corrispondente a quella esercitata dai titolari di diritti reali sulla cosa stessa. Essa non è sempre corrispondente, tout court, all'esercizio di proprietà. Il possesso è regolato nel codice civile italiano dagli artt. 1140-1170 c.c.., il primo dei quali enuncia:
Art.1140 - Possesso - 1. Il possesso è il potere sulla cosa che si manifesta in un'attività corrispondente all'esercizio della proprietà o di altro diritto reale.
2. Si può possedere direttamente o per mezzo di altra persona, che ha la detenzione della cosa.
Esempio: il soggetto titolare di un diritto di passaggio a titolo di servitù, lo esercita attraversando con regolarità il fondo servente; questa azione di attraversamento indica che essa ha pure il possesso della servitù. Allo stesso modo il possessore - ad immagine della proprietà - di un'auto ne fa uso in modo esclusivo, paga la tassa di possesso, ne cura la manutenzione e così via.
Il nucleo fondante del possesso (salvo il concorso di altri elementi in ragione della tesi accolta) consiste nel:
1. corpus possessionis: la disponibilità materiale della cosa.
2. animus possidendi: il possessore dispone in modo pieno ed esclusivo della cosa poiché non riconosce alcun proprietario all'infuori di lui.

## Le dottrine "psichiche"
Secondo la più diffusa definizione il possesso è la signoria materiale, conforme al contenuto del diritto di proprietà (o altro diritto reale) ed accompagnata dall’animus possidendi. Si ritiene, di converso, che la detenzione condivida col possesso il corpus possessionis, sebbene l'agente sia privo del suddetto animus. Questa definizione assume quale elemento discretivo delle due figure l’animus possidendi, in ciò facendo propria la tesi di Friedrich Carl von Savigny, così come elaborata dall'autore sulla scorta delle fonti romane. Non è comunque agevole definire siffatto animus. In estrema sintesi esso può intendersi come l'intento di tenere la cosa per sé, negando di doverla restituire o definitivamente consegnare ad altri. Simmetricamente è detentore colui che riconosce di dover conferire la cosa ad altri (cd. laudatio possessoris). 
Una persona può tanto essere pieno possessore (coincidenza di corpus ed animus), quanto possessore mediato (conserva l'animus, ma il corpus compete ad un altro soggetto il quale ne è detentore, in adempimento di un suo obbligo, oppure in base ad un rapporto di cortesia). Per esempio, rispetto a un appartamento dato in locazione, il locatario (inquilino) è detentore, mentre il locatore (proprietario) è e resta possessore.

## Le dottrine oggettivistiche
La ricostruzione ora ricordata è però contestata da un'ampia parte della dottrina. Secondo alcuni autori il possesso e la detenzione si distinguono solo in virtù del titolo che fonda la situazione di dominio. L'animus osservano, non sarebbe altro che la "soggettivizzazione" delle ragioni oggettive che giustificano il dominio sul bene. Questa tesi risale a Jhering.
Questo autore, nella sua monografia sul possesso, contestò con forza il Savigny. Egli ravvisò il fondamento della protezione del possesso nell'essere questo una “presunzione di proprietà”: “la protezione del possesso, quale esteriorità, quale posizione di fatto della proprietà, è un necessario completamento della protezione della proprietà, una facilitazione della prova a favore del proprietario, la quale ridonda di necessità a vantaggio del possessore”.
Jhering impegnò gran parte del suo sforzo costruttivo ad affermare la natura del possesso quale presunzione di proprietà, ma non dedicò eguale attenzione né alla critica, che pure mosse, ai criteri distintivi tra possesso e detenzione proposti da Savigny, né offrì all'interprete ulteriori argomenti di differenziazione.
Non si può dubitare, tuttavia, che risolto il possesso in una proprietà interinale, nessun rilievo poteva più avere la volontà del possessore ai fini della qualificazione della situazione stessa: una presunzione di proprietà comprensiva anche dello stato psichico del dominus sarebbe apparsa confusa ed incerta. La monografia dell'illustre A. risulta però carente proprio nella parte in cui avrebbe dovuto orientare l'interprete tra le figure di qualificazione; ed infatti sarà solo in un lavoro successivo che Jhering preciserà, ma in modo scarno, che “la regola giuridica, non la volontà, decide sul possesso e la detenzione”. Affermazione questa che, comunque, già si poteva cogliere tra le righe dell'opera precedente.

## Il possesso quale fattispecie a qualificazione plurima
Di recente in dottrina è stato proposto di stimare il possesso quale fattispecie a qualificazione plurima. Si è suggerito di elevare l'esercizio del possesso ad indice presuntivo della proprietà salvo che tra le parti sussistano altri segni che l'ordinamento consente vengano valutati per opporsi a quella presunzione: in questa prospettiva l'eventuale negozio giustificativo della detenzione diviene uno dei possibili segni capaci di contrastare la presunzione.
D'altra parte ogni qual volta incontriamo qualcuno, che entriamo in relazione con un soggetto e con la sua sfera di dominio, noi tendiamo a rispettare il suo rapporto con gli oggetti di cui dispone (salvo, come si preciserà in seguito, che il dominio non sveli, di per sé, un altro significato) come se quel soggetto ne fosse il proprietario; per ognuno di noi, estraneo alla fonte che ha consentito l'instaurazione della situazione di dominio, l'apparenza è sempre quella di un dominio titolato, e ciò rimane vero almeno sin quando non ricorre una circostanza idonea a far attribuire a quella medesima condotta un diverso valore, come accade, ad esempio, rispetto a colui che domina sì l'oggetto ma in virtù di una legittimazione derivata dalla nostra pregressa disponibilità (es. un comodato). Ne consegue che il possesso o la detenzione non sono fattispecie costanti, ma mutevoli a seconda della parte che entra in relazione con colui che ha il dominio di fatto sulla res; esse si mostrano quali fattispecie a qualificazione plurima, nel senso che la medesima situazione materiale può meritare di essere qualificata ora come possesso ora come detenzione a seconda della parte con la quale entra in relazione colui che signoreggia la cosa.
Una simile ricostruzione prescinde, com'è evidente, da ogni indagine sullo stato psichico di chi possiede. Secondo questa dottrina il possesso può essere definito come l'apparenza di proprietà (o di altro diritto reale) costituita dal potere che si manifesta in un'attività corrispondente all'esercizio della proprietà (o di altro diritto reale) e che genera una presunzione sulla titolarità del diritto stesso, salvo che tale presunzione non giovi ad uno o più soggetti in forza di un obbligo di consegna definitiva intercorrente tra questi e colui che esercita il potere, nonché da quest'ultimo riconosciuto. Il possessore mediato è tale solo avverso colui che esercita il potere di fatto, salvi i casi in cui non manifesti a terzi il suo possesso.

## Effetti del possesso
Il possesso, comunque lo si voglia intendere, è foriero di molteplici conseguenze giuridiche:

### Tutela del possesso
Il possessore può agire in giudizio a difesa del suo possesso con le azioni possessorie, senza avere l'onere di dare la prova di essere effettivamente titolare del diritto reale corrispondente. 
Le finalità della tutela possessoria sono:
- Rafforzare la tutela del titolare del diritto reale
- Mantenere la pace sociale evitando azioni di autotutela da parte del titolare del diritto reale

Le azioni strettamente possessorie sono due, l'azione di reintegrazione (detta anche di spoglio) e l'azione di manutenzione.
Vi sono poi due azioni che possono essere esercitate non soltanto dal possessore in quanto tale, ma anche dal proprietario in quanto tale: la denuncia di nuova opera e la denuncia di danno temuto.
ved.Art.1168 c.c.
La persona che sia stata privata, in modo violento, cioè senza la sua volontà o in modo clandestino, cioè occulto, del possesso di una cosa, può ottenere che il giudice ordini a chi se ne sia impossessato di restituirgliela immediatamente.
Per ottenere ciò, il possessore spogliato deve dare la prova che egli era possessore prima dello spoglio, cioè che esercitava i poteri di fatto sulla cosa; che lo spoglio è stato compiuto dalla persona contro la quale l'azione è diretta e che è stato fatto violentemente od occultamente.
Lo spoglio è violento se è fatto contro la volontà del possessore, anche se non si ricorre alla violenza ed è considerato occulto o clandestino se il possessore non è a conoscenza dello spoglio.
La reintegrazione deve essere richiesta entro un anno dallo spoglio.
La possibilità di reintegrazione è concessa anche al detentore nell'interesse proprio, cioè a chi detiene avendo quale titolo della sua detenzione un diritto personale di godimento.

#### Azione di manutenzione
La persona che viene disturbata, molestata nel suo possesso di un bene immobile o di un'universalità di mobili può ottenere che il giudice ordini a chi compie l'azione di disturbo di cessarla immediatamente. La manutenzione deve essere chiesta entro un anno dalla molestia e presuppone che il molestato abbia il possesso sulla cosa da almeno un anno.

### Le azioni di nunciazione (o quasi possessorie)
La loro finalità è tipicamente di natura cautelare,in quanto mirano a prevenire un danno o un pregiudizio che può derivare da una nuova opera o dalla cosa altrui, in attesa che successivamente si accetti il diritto alla proibizione.

#### Denuncia di nuova opera
La persona che teme di ricevere un danno alla cosa in suo possesso od oggetto del suo diritto di proprietà o altro diritto reale di godimento, a causa di una nuova opera che un'altra persona intraprende su un fondo proprio od altrui, può ottenere che il giudice vieti la continuazione della nuova opera, oppure che imponga a chi la compie il rispetto di opportune cautele. 
Il provvedimento non può essere chiesto se la nuova opera è terminata o è passato più di un anno dal suo inizio (articolo 1171 del Codice Civile).

#### Denuncia di danno temuto
La persona che teme di ricevere entro breve tempo un danno grave alle cose in suo possesso od oggetto del suo diritto reale, a causa di un altrui edificio, albero o altro, può ottenere che il giudice emani un provvedimento urgente per sventare il pericolo.
Nonostante l'istituto abbia analoga funzione rispetto alla denuncia di nuova opera (tant'è che il Codice Civile lo accomuna a quest'ultimo ratione loci) esso se ne differenzia, in quanto tende a tutelare da situazioni di pericolo che possano insorgere da opere già esistenti; e l'attivazione dei rimedi a cui si riferisce è svincolata, al contrario della denuncia di nuova opera, da termini particolari (articolo 1172 Codice Civile).

#### Il risarcimento per lesione del possesso
La giurisprudenza e parte della dottrina ritengono che le azioni possessorie possano essere accompagnate dalla richiesta per il risarcimento dei danni (cd. risarcimento per la lesione del possesso). L'orientamento non è però da tutti condiviso. Si veda ad esempio, questa pronuncia:
"In tema di lesione possessoria, il danno del soggetto spogliato non è in re ipsa, ma sorge solo in quanto si accompagni a una lesione del diritto, da riconoscersi in sede petitoria. Altrimenti, siccome il possesso è tutelato dall'ordinamento anche quando è illegittimo e addirittura criminoso, si arriverebbe all'assurdo che lo spogliatore, titolare del diritto in sede petitoria, dovrebbe risarcire il danno subito, per effetto dello spoglio, dal detentore contra legem. Ciò travalicherebbe, inoltre, lo scopo essenziale della tutela possessoria, che persegue esclusivamente fini di pace sociale. (Pret. Roma, 11 aprile 1984, Sez. I, 3175).Si veda anche: Pret. Paulonia, 30 settembre 1991, in Giur. merito, 1994, p. 300 ss; Pret. Torino 3 aprile 1995, in Giur. it., 1995, p. 686 ss."

#### Regole sul rapporto tra processo possessorio e processo petitorio
Le azioni possessorie garantiscono al possessore una tutela efficiente, in quanto semplice e rapida. Innanzitutto, infatti, egli non ha l'onere di dare la prova della titolarità del diritto ma soltanto del suo possesso, cioè della situazione di fatto esistente. Inoltre la procedura è abbreviata e semplificata. L'azione possessoria paralizza quella petitoria (unica eccezione: sentenza della corte costituzionale del 1992). 
Prima finalità: La finalità principale delle azioni possessorie è quella di rafforzare la tutela del titolare del diritto reale. Tutto ciò si fonda sul presupposto razionale secondo cui colui che utilizza una cosa a proprio profitto è, molto probabilmente, anche titolare di un diritto reale su quella cosa.
Tuttavia non sempre questo accade, perché talvolta il possessore possiede senza diritto. Nel procedimento possessorio di regola non è possibile accertare se il possessore è titolare del diritto reale corrispondente, oppure se non lo è quindi esercita abusivamente il potere di fatto sulla cosa.
Seconda finalità: evitare che il titolare del diritto compia azioni di autotutela, cioè si faccia giustizia da sé, e indurlo a rivolgersi all'autorità giudiziaria per ottenere giustizia. In tali situazioni il risultato ottenuto è solo provvisorio e non definitivo, è tale da non pregiudicare in modo irreversibile gli interessi dell'effettivo titolare del diritto. Se il procedimento possessorio si è concluso con un giudizio a lui sfavorevole, può iniziare un procedimento giudiziario petitorio.
La sentenza della corte costituzionale del 3 febbraio 1992 ha introdotto delle eccezioni: quando la decisione del giudizio possessorio avrebbe l'effetto di pregiudicare, in un modo che nei fatti appare irreparabile, la possibilità del titolare del diritto di farlo valere successivamente, in sede di giudizio petitorio.
In tali situazioni il titolare del diritto, autore dello spoglio, può agire per ottenere il riconoscimento del suo diritto, in via petitoria, anche prima della decisione del giudizio possessorio. 
Vi sono due casi eccezionali indicati dalla corte costituzionale: 
a) l'azione possessoria è volta a ottenere la restituzione di cose mobili non registrate, il pregiudizio irreparabile consiste allora nel fatto che il possessore illegittimo, ottenuta la restituzione in seguito al giudizio possessorio, potrebbe alienare con un titolo idoneo, consegnarle a una persona di buona fede, facendo così scattare la regola “possesso vale titolo” e privandone quindi definitivamente il proprietario;
b) l'azione possessoria riguarda beni immobili e il comportamento con il quale il proprietario ha spogliato il possessore illegittimo è consistito nell'esecuzione di una costruzione; il pregiudizio allora sta nel fatto che il proprietario sarebbe costretto, in seguito al giudizio possessorio, a distruggere l'opera.

### Il possesso quale fonte dell'acquisto della proprietà
Il possessore può acquistare il diritto reale corrispondente, quando non ne sia già titolare, grazie alla regola “possesso vale titolo”(chi ha un bene lo si presume proprietario) e all'usucapione (per il solo fatto di detenere presso di sé un bene per il tempo previsto dalla legge si diventa proprietario per usucapione).
Le finalità degli effetti sostanziali del possesso sono: a) favorire la circolazione dei beni; b) tutelare il possessore senza titolo che utilizza effettivamente il bene. Infine i divisati effetti sostanziali avvantaggiano anche colui che, pur fondando il suo acquisto su una completa catena di acquisti derivativi, voglia provare la bontà del suo acquisto, e ciò in quanto nella ricostruzione di quella catena non deve proseguire oltre laddove incontri gli elementi sufficienti a fondare un acquisto a titolo originario.

#### Usucapione
L'usucapione (dal latino uso-capere, prendere con l'uso) è un modo di acquisto della proprietà, o di un diritto reale di godimento, a titolo originario, mediante il possesso indisturbato protratto per un certo periodo di tempo. 
La durata del periodo di tempo necessario per usucapire varia secondo la categoria del bene, la situazione soggettiva del possessore, l'esistenza o meno di un titolo idoneo, l'esistenza o meno della trascrizione:
- L'usucapione ordinaria sui beni mobili ed immobili in possesso è di 20 anni.
- L'usucapione di beni mobili ed immobili in buona fede è abbreviata a 10 anni.
- L'usucapione di beni mobili registrati in possesso è di 10 anni, se il bene è trascritto, in buona fede ed a titolo astrattamente idoneo è di 3 anni.
- L'usucapione per i fondi rustici montani o per i fondi rustici non montani con reddito dominicale inferiore a 180,76 €[1] è di 15 anni; se il fondo è trascritto, in buona fede ed a titolo idoneo è di 5 anni.

Il possesso porta ad usucapire se dura continuativamente per tutto il tempo previsto dalla legge. Non è possibile usucapire le servitù non apparenti, cioè quelle che sono esercitate senza che vi siano opere visibili e permanenti a tale scopo. L'usucapione viene interrotta quando il titolare del diritto lo esercita con atti materiali o quando si presenta una domanda in giudizio volta al recupero del possesso (in ciò ricomprese, ovviamente, anche le azioni petitorie), ovvero quando il possesso venga perso per oltre un anno per fatto di un terzo.

#### Possesso vale titolo
Con la formula possesso vale titolo (en fait de meubles, possession vaut titre) si usa sintetizzare una regola (cfr art. 1153 c.c.), secondo la quale il possessore di una cosa mobile ne acquista la proprietà per effetto del possesso immediatamente, cioè nel momento stesso in cui ne riceve in consegna e inizia a possederla, purché egli sia in buona fede e la consegna avvenga in forza di un "titolo astrattamente idoneo". Titolo idoneo è ad esempio il contratto di compravendita, in quanto ha l'effetto di trasferire un diritto reale; tuttavia se il venditore non è davvero il titolare del diritto, il titolo sarà idoneo al trasferimento solo "astrattamente" giacché l'effetto traslativo sarà precluso proprio dalla menzionata assenza di legittimazione. Il titolo, infine, non deve presentare altri difetti (salvo quello menzionato): non è, ad esempio, idoneo un titolo nullo. A giudizio unanime della dottrina i negozi, invece, "caducabili" (giusta l'annullamento o la rescissione) ma efficaci sono da considerarsi "idonei". Pur con l'opinione contraria di qualcuno, si ammette che anche la donazione sia bastevole d'integrare la fattispecie in commento, senza che abbia rilievo la nullità di cui all'art. 771 c.c. giacché, si osserva, la nullità non deve dipendere proprio dalla mancanza di legittimazione del dominus (tal è la ragione della nullità di cui all'art. 771 c.c.).
In caso di conflitto fra più acquirenti dello stesso bene mobile, la regola ora esposta vale anche per dirimere il conflitto: acquista la proprietà quello tra gli acquirenti che per primo ha conseguito in buona fede il possesso della cosa. Ne consegue che essendo l'art. 1155 c.c. una mera applicazione dell'art. 1153 c.c. laddove prevalga il secondo acquirente, il suo acquisto sarà a titolo originario. Si ricordi che, al contrario, per i beni immobili acquista la proprietà il soggetto che trascrive per primo e che giusta l'irrilevanza degli atti incompatibili con quello trascritto, l'acquisto del trascrivente più solerte rimane a titolo derivativo.

## Regole generali sul possesso
Secondo l'articolo 1140 c. 1 chi ha la disponibilità materiale di una cosa ne è considerato possessore, a meno che non venga dimostrato che egli ne è soltanto detentore. La legge dà alcune regole per determinare la durata del possesso:
- Si presume, salvo prova contraria, che il possessore attuale, se abbia posseduto in un tempo più remoto, abbia posseduto anche nel tempo intermedio. Ad es. se ho una borsa a gennaio e l'ho ancora ad agosto si presume che nel tempo trascorso io abbia avuto la borsa.
- Si presume, salvo prova contraria, che il possessore attuale, che abbia un titolo a fondamento del suo possesso, abbia posseduto fin dalla data del titolo.
- Il possessore attuale può unire il periodo di tempo del suo possesso con il periodo di tempo del possesso del suo dante causa, al fine di conseguirne gli effetti positivi.
- Il possesso è di buona fede e non bisogna dimostrarla in quanto la buona fede è presunta. Quando si acquista un bene, lo sia acquista in buona fede, che non deve essere dimostrata. La mala fede avviene quando si è consapevoli di non avere un diritto, ma volontariamente si occupa un bene.
- Chi ottiene la disponibilità materiale di una cosa come detentore non può successivamente trasformarsi in possessore soltanto per sua volontà, è necessario, invece, che vi siano atti o fatti di rilievo esterno, rilevabili e accertabili in modo oggettivo: il titolo in forza del quale egli detiene, cioè, dev'essere modificato in forza di opposizione da lui fatta verso il possessore o per causa proveniente da un terzo e trasformato in un titolo idoneo a conferire il possesso.
- Una norma simile è stabilita per il possessore a titolo di un diritto reale su cosa altrui: egli non può per sua volontà, diventare possessore a titolo di proprietà, senza atti o fatti di rilievo esterno, rilevabili e accertabili in modo oggettivo
- Non è possessore chi esercita un potere di fatto, su una cosa altrui, al quale non corrisponde alcun diritto reale, grazie soltanto alla tolleranza.

Mentre il successore (erede) continua nel possesso del suo dante causa con i suoi pregi e i suoi vizi, colui che acquista può unire al suo possesso quello del dante causa.